# Вежавож
Вежавож — река в России, протекает по городскому округу Ухта Республики Коми. Сливаясь с рекой Пость образует реку Седъю. Длина — 73 км. Ранее река считалась правобережным притоком Войвожа.
По берегам реки имеются поверхностные выходы нефти, разработка которых планировалась в начале XX века.

## Притоки
По порядку от устья:
- Войвож (лв.)[3]
- Лугамесъель (пр.)[3]
- Югыдъель (лв.)[3]
- Изъюрьель (пр.)[3]
- Сейвож (пр.)[3]
- Мегъель (пр.)[3]

## Данные водного реестра
По данным государственного водного реестра России относится к Двинско-Печорскому бассейновому округу, водохозяйственный участок реки — Печора от впадения реки Уса до водомерного поста Усть-Цильма, речной подбассейн реки — бассейны притоков Печоры ниже впадения Усы. Речной бассейн реки — Печора.
Код объекта в государственном водном реестре — 03050300112103000076011.